# Enrique de Madaria
Enrique de Madaria (nombre completo Enrique de Madaria Pascual, Alicante, 20 de octubre de 1975) es un médico español especializado en gastroenterología y pancreatología, subdirector científico del Instituto de Investigación Sanitaria ISABIAL y profesor asociado en la Universidad Miguel Hernández de Elche.

## Formación académica
Obtuvo la licenciatura en Medicina por la Universidad Miguel Hernández de Elche en 1999. Completó la especialidad en aparato digestivo en el Hospital General Universitario de Alicante (2000–2004). 

## Actividad profesional
Desde 2004 trabaja en el Hospital General Universitario Dr. Balmis de Alicante como especialista en aparato digestivo y coordinador de la Unidad Biliopancreática. Desde 2023 ejerce como subdirector científico del Instituto de Investigación Sanitaria ISABIAL. También es profesor asociado de medicina en la Universidad Miguel Hernández de Elche.

## Ensayo WATERFALL y relevancia internacional
En 2022 publicó el ensayo WATERFALL en The New England Journal of Medicine , primer ensayo clínico aleatorizado multicéntrico internacional sobre fluidoterapia en pancreatitis aguda. El estudio concluyó que la fluidoterapia agresiva triplicaba el riesgo de sobrecarga cardiopulmonar sin mejorar la evolución clínica. Fue reconocido como uno de los 10 mejores artículos del año por Medscape  y el NEJM Journal Watch .
Cuenta con más de 150 publicaciones indexadas en PubMed en revistas como Annals of Internal Medicine, Gut, Lancet Gastroenterology & Hepatology, Nature Reviews Gastroenterology & Hepatology o Annals of Surgery. Según Web of Science (2025), tiene un índice h de 35 y más de 10.000 citas.

## Docencia y divulgación
Es codirector del curso “Management of Pancreatic Disorders for the Practicing Clinician” de la Harvard Medical School, centrado en formación médica continuada en enfermedades del páncreas.
Ha contribuido como autor en el tratado Farreras-Rozman de Medicina Interna y publicado libros y materiales divulgativos.

## Premios y reconocimientos
- Premio de Relevancia Social, XVIII edición de los Premios del Consejo Social de la Universidad Miguel Hernández de Elche.[2]
- Premio UEG Research Prize (2024).[3]
- Premio UEG Rising Star (2017).[4]
- Seleccionado en el ranking Top Doctors España (2023).[5]
- Top 10 gastroenterólogos más influyentes de España según el informe MERCO (2023 y 2024).[6]
- Premio “Importantes” de Diario Información (2024).[7]

## Cargos científicos y proyectos
Fue presidente de la Asociación Española de Gastroenterología (2020–2023) y anteriormente de la Asociación Española de Pancreatología (AESPANC).
Fundó la *carrera de las ciudades contra el Cáncer de Páncreas*, una iniciativa de sensibilización y recaudación de fondos.
En 2024 impulsó desde Alicante un ensayo clínico a nivel mundial sobre pancreatitis, WATERLAND, el mayor ensayo clínico aleatorizado en esta enfermedad realizado.